# Топ (одежда)
Топ (от англ. top — «верх») — это обобщенное понятие для нескольких видов лёгкой женской одежды для верхней половины тела – укороченного верха разных типов: блузка, футболка, майка, укороченное худи или кардиган.
Также топ — спортивный верх используемый в чир спорте (чирлидинге).

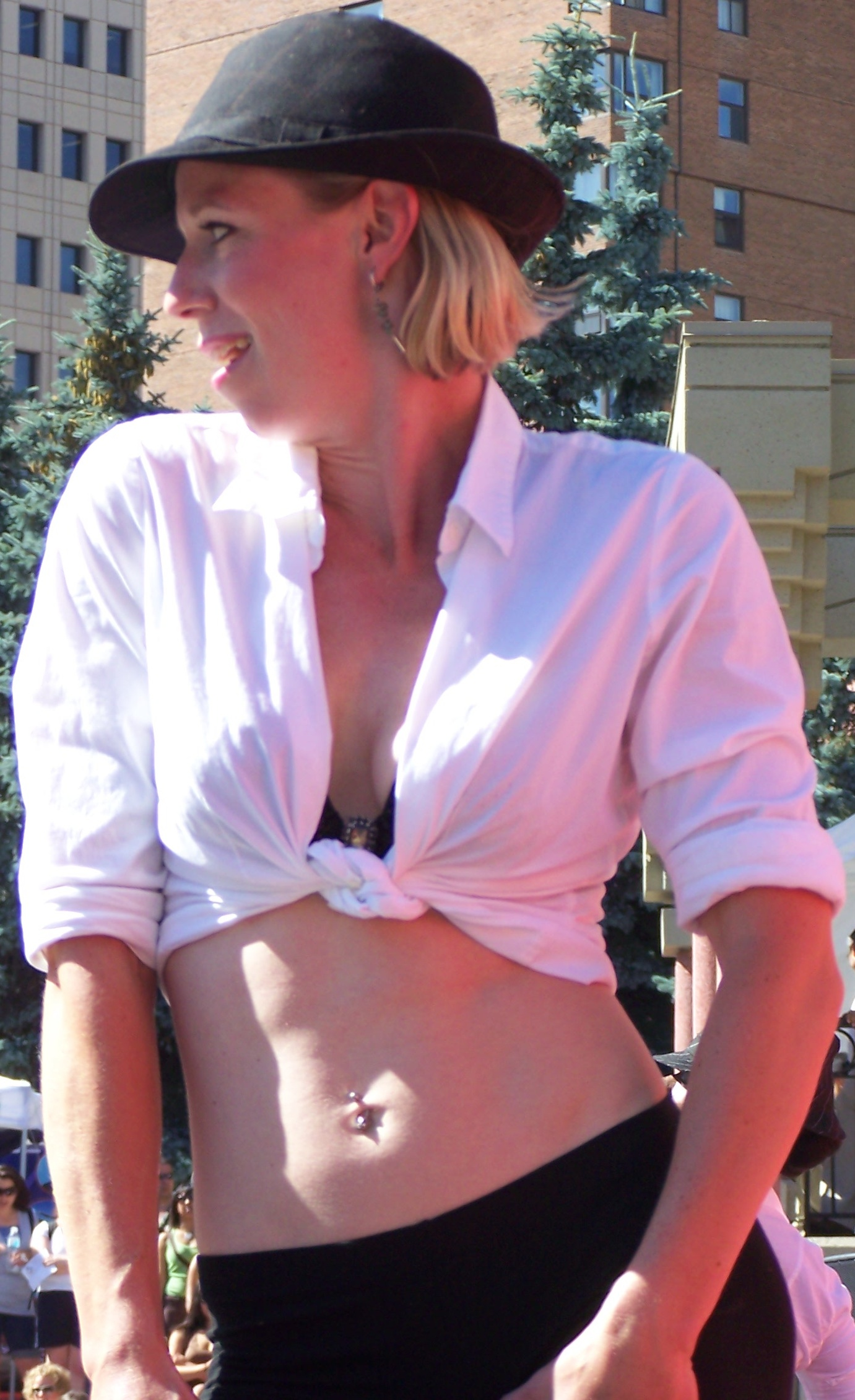
Подвязанная рубашка — импровизированный короткий топ

## История
История появления короткого топа связана с изменениями в отношении к оголённости живота, что начались со спектаклей «Маленького Египта» и Всемирной выставки-1893. Хотя этот вид одежды стал завоёвывать популярность еще в 1930-х и 1940-х годах (во втором случае на это повлиял недостаток ткани во время войны), длительное время топ оставался чисто пляжной одеждой. Всё изменилось с приходом сексуальной революции в конце 1960-х — начале 1970-х годов, он становится элементом уличной одежды, во многом благодаря таким знаменитостям, как Барбара Иден и Джейн Биркин. Её вариант — «подвязанный топ» или «завязанная рубашка» (англ. tied top, knotted shirt тоже) появился в 1940-х годах и получил известность в течение 1960-х годов.
В то время как такие поп-певицы, как Бритни Спирс и Кристина Агилера способствовали популярности короткого топа среди девочек-подростков (teeny boppers) в 1990-х — начале 2000-х годов, другие уже готовили его демонстрацию как модного решение для беременных женщин. Некоторые участницы женских групп All Saints и Spice Girls выступали в топах во время беременности. С 2000-х годов приобретают популярность укороченные пиджаки и блейзеры, а рубашки уже становятся длиннее. В 2010-х годах короткие топы пережили второе рождение на волне ностальгического возвращения к моде 1990-х годов.
Предшественником топа-тубуса была пляжная  летняя одежда, которую носили девушки в 1950-е годы. Топ-тубус получил известность в 1970-х годах и снова вернулся в моду в 1990-х и 2000-х годах. В 2012 году израильский модельер Эли Тагари заявил, что это он поспособствовал популяризации топа-тубуса после своего приезда в Нью-Йорк в 1971 году. Он утверждал, что первые экземпляры этой одежды были цилиндрическими марлевыми бинтами, которые из-за производственной ошибки вышли несколько большего размера, чем полагалось. Тагари увидел их на фабрике Мюррей Клейд, и купил их у него, в дальнейшем наладив их собственное производство.

### Мужские варианты
Короткие топы носили и мужчины, преимущественно в 1970-х и в 1980-х годах. Поскольку обнаженная мужская грудь воспринималась обществом спокойнее, чем женская, у мужчин не возникало особой потребности в ношении короткого топа: их носили по преимуществу рэперы и игроки в американский футбол. В 2015 году NCAA ужесточила требования относительно одежды игроков, запретив не только короткие топы, но и закатывание вверх обычных маек.

## Виды
| Изображение | вид           | описание |
| ----------- | ------------- | --- |
|             | Кроп-топ      | Короткий топ, кроп-топ (crop top) имеет высокую линию талии и полностью открывает живот                                                                                         |
|             | Топ-тубус     | Топ-тубус (tube top) не имеет рукавов и бретелей, охватывая верхнюю часть туловища, напоминает широкое бандо. Для предотвращения сползанию оснащенный вверху и внизу резинками. |
|             | Джинсовый топ | Топ из денима |

### Варианты воротника
| изображение | вид            | описание                                         |
| ----------- | -------------- | ------------------------------------------------ |
|             | Топ на бретели | Топ на бретели (halter top) имеет одну бретельку |
|             | Топ-водолазка  | Топ с воротником-гольф (turtleneck)              |